# Lipnica (obwód Wraca)
Lipnica (bułg. Липница) – wieś w Bułgarii, w obwodzie Wraca, w gminie Mizija. W 2023 roku liczyła 698 mieszkańców.